# Germania ai XXII Giochi olimpici invernali
La Germania ha partecipato ai XXII Giochi olimpici invernali, che si sono svolti dal 7 al 23 febbraio a Soči in Russia, con una delegazione composta da due atleti.

## Biathlon
Secondo le performance del 2012 e del 2013 la Germania ha diritto a schierare:
- 6 Uomini
- 6 Donne

## Bob

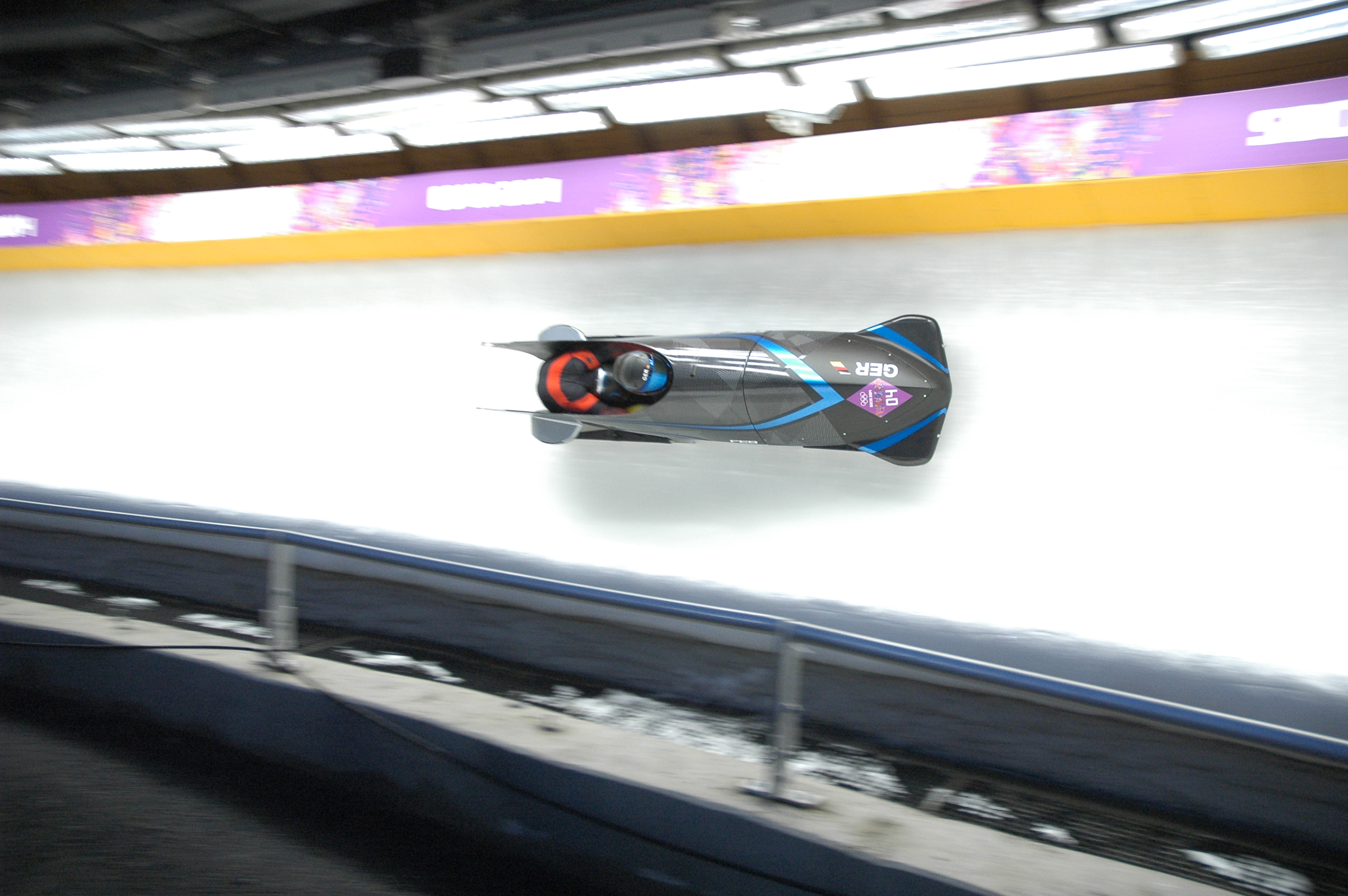
Friedrich / Bäcker (GER-1), ottavi nel bob a due maschile

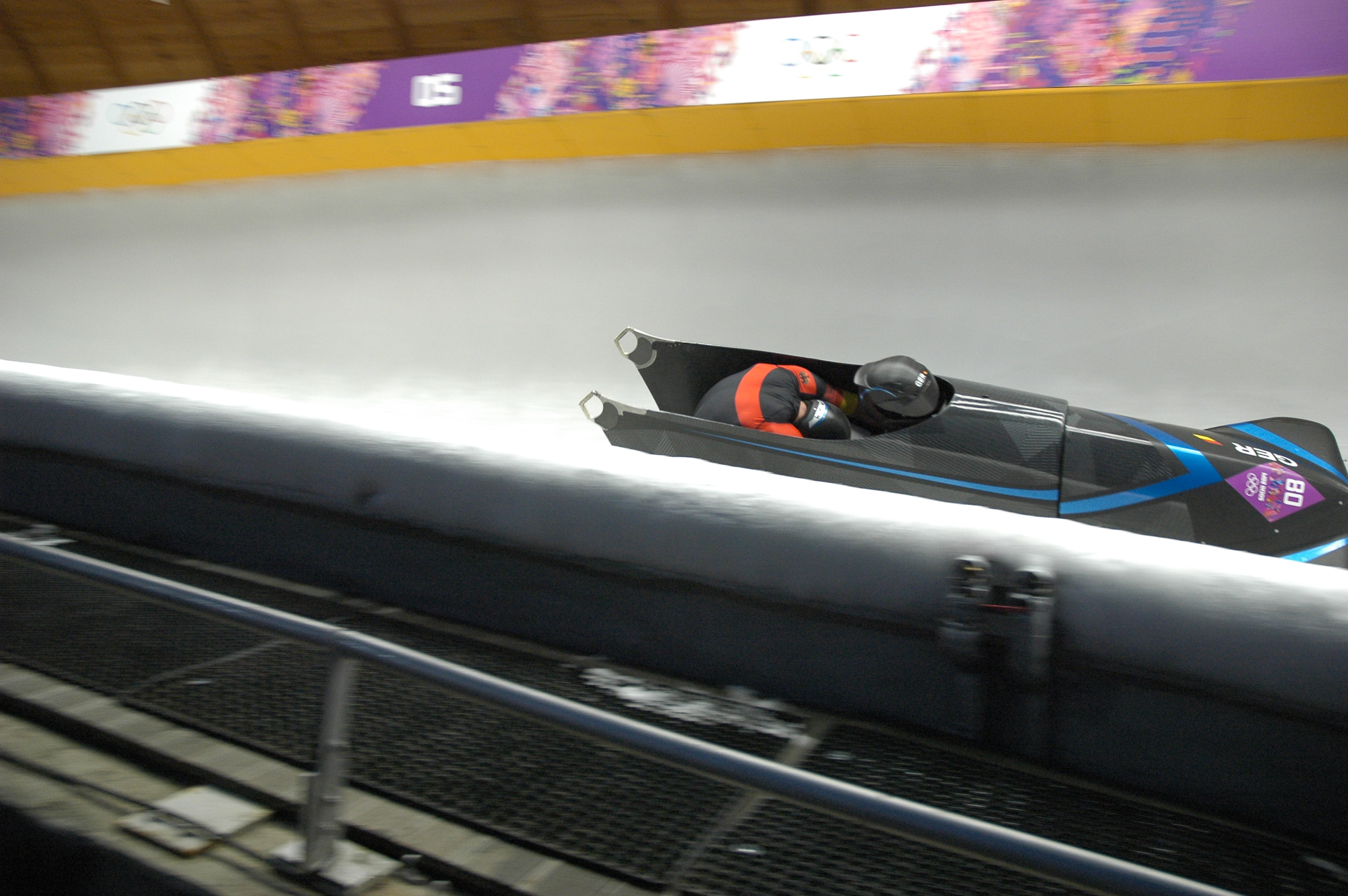
Florschütz / Kuske (GER-2), undicesimi nel bob a due maschile

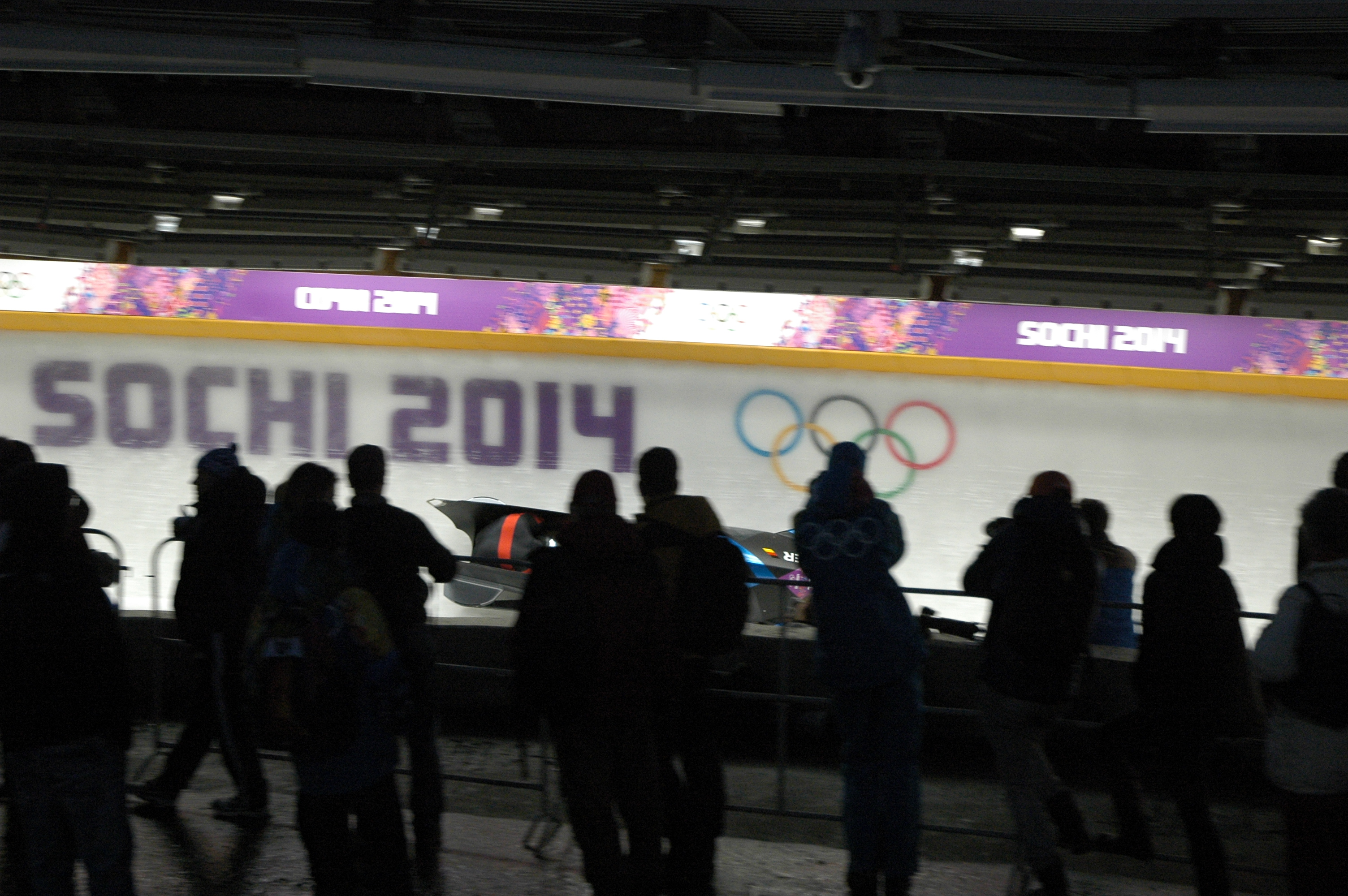
Arndt / Rödiger (GER-3), quindicesimi nel bob a due maschile

La Germania ha qualificato nel bob tre equipaggi per disciplina, per un totale di ventidue atleti, di cui tredici uomini e sette donne(*).
| Gara                   | Equipaggio                                                        | 1ª manche | 2ª manche | 3ª manche | 4ª manche | Totale  | Posizione |
| ---------------------- | ----------------------------------------------------------------- | --------- | --------- | --------- | --------- | ------- | --------- |
| Bob a due femminile    | Sandra Kiriasis Franziska Fritz                                   | 57"95     | 58"08     | 58"06     | 58"20     | 3'52"29 | 5         |
| Bob a due femminile    | Cathleen Martini Christin Senkel                                  | 57"99     | 58"42     | 58"17     | 58"13     | 3'52"71 | 7         |
| Bob a due femminile    | Anja Schneiderheinze Stephanie Schneider                          | 58"17     | 58"30     | 58"53     | 58"74     | 3'53"74 | 10        |
| Bob a due maschile     | Francesco Friedrich Jannis Bäcker                                 | 56"50     | 56"88     | 56"63     | 56"84     | 3'46"85 | 8         |
| Bob a due maschile     | Thomas Florschütz Kevin Kuske                                     | 56"63     | 56"89     | 56"77     | 56"71     | 3'47"00 | 11        |
| Bob a due maschile     | Maximilian Arndt Alexander Rödiger                                | 56"98     | 56"92     | 56"22     | 56"08     | 3'48"20 | 15        |
| Bob a quattro maschile | Maximilian Arndt Alexander Rödiger Marco Hübenbecker Martin Putze | 54"88     | 55"47     | 55"47     | 55"60     | 3'41"42 | 6         |
| Bob a quattro maschile | Thomas Florschütz Kevin Kuske Joshua Bluhm Christian Poser        | 55"06     | 55"42     | 55"50     | 55"53     | 3'41"51 | 7         |
| Bob a quattro maschile | Francesco Friedrich Gregor Bermbach Jannis Bäcker Thorsten Margis | 55"15     | 55"43     | 55"81     | 55"41     | 3'41"80 | 10        |

(*) Jan Speer e Lisette Thöne erano presenti come riserve e non hanno preso parte alle competizioni

## Hockey su ghiaccio
La Germania ha vinto il girone di qualificazione della squadra femminile:

### Torneo femminile
- Squadra femminile (21 atlete)

#### Prima fase
| Soči 9 febbraio 2014, ore 17:00 UTC+4 | Russia | – | Germania | Palazzetto del ghiaccio Šajba |

| Soči 11 febbraio 2014, ore 14:00 UTC+4 | Germania | – | Svezia | Palazzetto del ghiaccio Šajba |

| Soči 13 febbraio 2014, ore 12:00 UTC+4 | Giappone | – | Germania | Palazzetto del ghiaccio Šajba |

Classifica
| Squadre  | Punti | PG | V | VOT | POT | P | GF | GS | DG |
| -------- | ----- | -- | - | --- | --- | - | -- | -- | -- |
| Germania | 0     | 0  | 0 | 0   | 0   | 0 | 0  | 0  | 0  |
| Giappone | 0     | 0  | 0 | 0   | 0   | 0 | 0  | 0  | 0  |
| Russia   | 0     | 0  | 0 | 0   | 0   | 0 | 0  | 0  | 0  |
| Svezia   | 0     | 0  | 0 | 0   | 0   | 0 | 0  | 0  | 0  |

## Pattinaggio di figura
Gli atleti che la nazionale tedesca può schierare sono:
- 1 Uomo
- 1 Donna
- 2 Coppie
- Danza sul ghiaccio : 2 coppie

## Skeleton
La Germania ha qualificato nello skeleton cinque atleti, due uomini e tre donne.
| Gara              | Atleta            | 1ª manche | 2ª manche | 3ª manche | 4ª manche | Totale  | Posizione |
| ----------------- | ----------------- | --------- | --------- | --------- | --------- | ------- | --------- |
| Singolo femminile | Sophia Griebel    | 59"43     | 59"20     | 58"74     | 58"75     | 3'56"12 | 10        |
| Singolo femminile | Anja Huber        | 59"17     | 59"13     | 58"63     | 58"31     | 3'55"24 | 8         |
| Singolo femminile | Marion Thees      | 59"25     | 59"42     | 58"89     | 58"67     | 3'56"23 | 13        |
| Singolo maschile  | Alexander Kröckel | 57"21     | 57"36     | 57"03     | 56"69     | 3'48"29 | 9         |
| Singolo maschile  | Frank Rommel      | 57"19     | 56"95     | 57"33     | 57"00     | 3'48"47 | 11        |

## Slittino

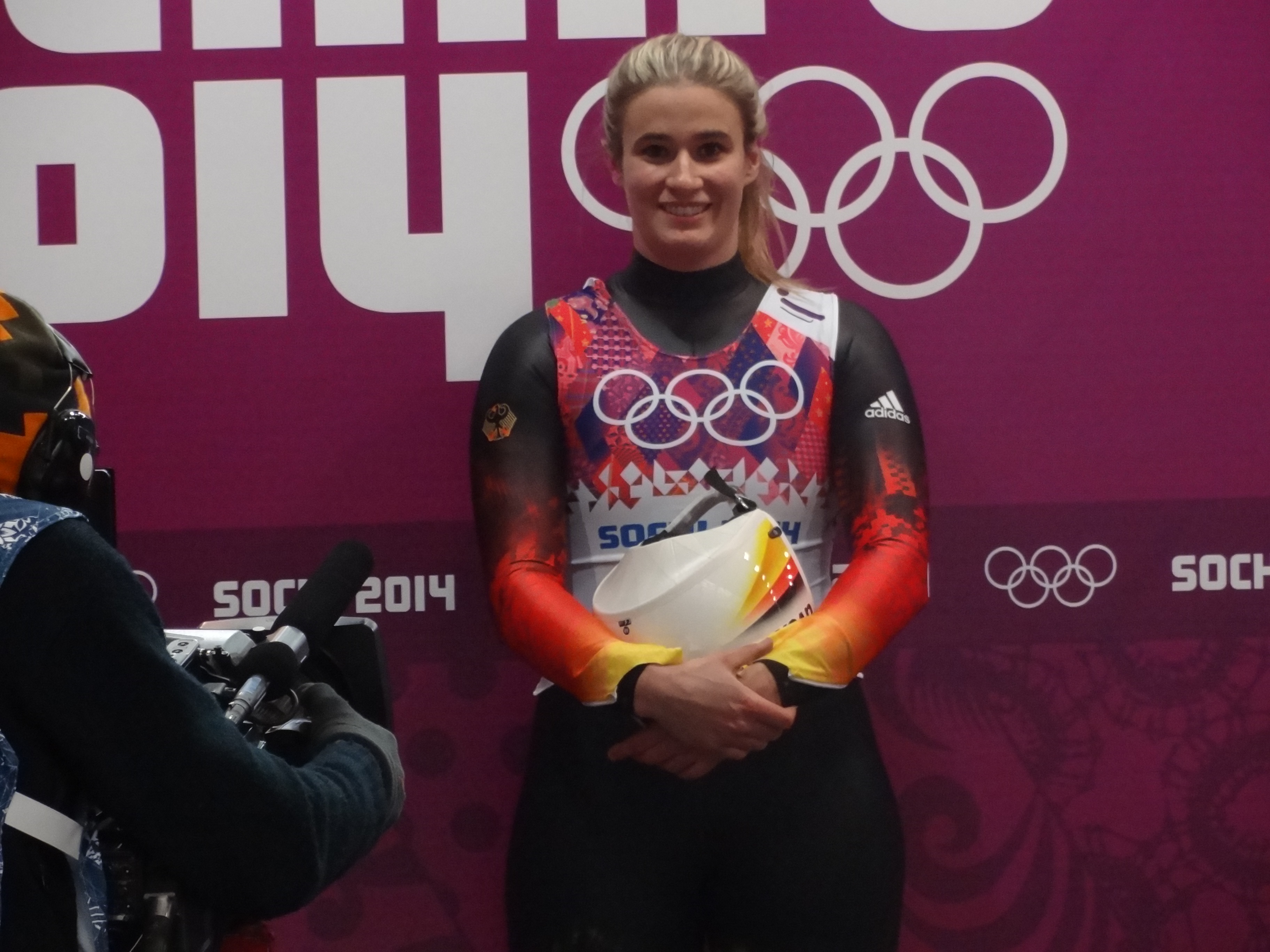
Natalie Geisenberger, oro nel singolo femminile

La Germania ha qualificato nello slittino un totale di dieci atleti, sette uomini e tre donne, ed ha vinto tutte e quattro le medaglie d'oro.
| Gara              | Atleta                                                   | 1ª manche      | 2ª manche      | 3ª manche     | 4ª manche     | Totale   | Posizione |
| ----------------- | -------------------------------------------------------- | -------------- | -------------- | ------------- | ------------- | -------- | --------- |
| Singolo femminile | Natalie Geisenberger                                     | 49"891         | 49"923         | 49"765        | 50"189        | 3'19"768 |           |
| Singolo femminile | Tatjana Hüfner                                           | 50"393         | 50"187         | 50"148        | 50"279        | 3'20"907 |           |
| Singolo femminile | Anke Wischnewski                                         | 50"490         | 50"476         | 50"462        | 50"532        | 3'21"960 | 6         |
| Singolo maschile  | Andi Langenhan                                           | 52"707         | 52"480         | 52"073        | 52"095        | 3'29"355 | 4         |
| Singolo maschile  | Felix Loch                                               | 52"185         | 51"964         | 51"613        | 51"764        | 3'27"526 |           |
| Singolo maschile  | David Möller                                             | 52"781         | 52"865         | 52"312        | 52"281        | 3'30"239 | 14        |
| Gara              | Atleta                                                   | 1ª manche      | 1ª manche      | 2ª manche     | 2ª manche     | Totale   | Posizione |
| Doppio            | Tobias Wendl Tobias Arlt                                 | 49"373         | 49"373         | 49"560        | 49"560        | 1'38"933 |           |
| Doppio            | Toni Eggert Sascha Benecken                              | 50"274         | 50"274         | 49"944        | 49"944        | 1'40"218 | 8         |
| Gara              | Atleta                                                   | Manche singolo | Manche singolo | Manche doppio | Manche doppio | Totale   | Posizione |
| Gara a squadre    | Natalie Geisenberger Felix Loch Tobias Wendl Tobias Arlt | 54"095         | 55"639         | 55"915        | 55"915        | 2'45"649 |           |